# 덴타테리나 메르케리
덴타테리나 메르케리(Dentatherina merceri)는 색줄멸목에 속하는 조기어류의 일종이다. 태평양 서부-중앙부의 토착종이다. 필리핀부터 오스트레일리아 북동부까지, 말루쿠 제도부터 트로브리안드 군도까지 지역에서 발견된다. 섬 주변 해안가와 산호초 지역에서 발견된다. 유생 기간을 제외하고는 생태가 거의 알려져 있지 않다. 일부 식용으로 사용하기 때문에 상업적으로 중요한 종으로 간주한다. 이전에는 색줄멸과로 분류하기도 했다.